# Lamarque-Pontacq
Lamarque-Pontacq è un comune francese di 792 abitanti situato nel dipartimento degli Alti Pirenei nella regione dell'Occitania.

## Società

### Evoluzione demografica
Abitanti censiti